# Onthophagus taeniatus
Onthophagus taeniatus là một loài bọ cánh cứng trong họ Bọ hung (Scarabaeidae).